# 太田市
太田市（日语：／ Ōta shi */?）位于關東地方北部，群馬縣東南部（東毛）地區的城市。人口約有21万9,000。該市是北關東規模最大的工業都市。與相隣的足利市、桐生市并兩毛地方的中心城市。在2005年3月28日進行合并后人口突破了20萬，現為施行時特例市。